# Thinophilus spinitarsis
Thinophilus spinitarsis är en tvåvingeart som beskrevs av Becker 1907. Thinophilus spinitarsis ingår i släktet Thinophilus och familjen styltflugor. Inga underarter finns listade i Catalogue of Life.